# Lavaltrie (Quebec)
Lavaltrie é uma cidade localizada na província de Quebec no Canadá.